# Sungai Gambir
Sungai Gambir is een bestuurslaag in het regentschap Bungo van de provincie Jambi, Indonesië. Sungai Gambir telt 2456 inwoners (volkstelling 2010).